# Tehnologia informației
Tehnologia informației sau și Tehnologia informației și a comunicațiilor, abreviat (cel mai adesea IT) TI respectiv TIC, este tehnologia necesară pentru prelucrarea (procurarea, procesarea, stocarea, convertirea și transmiterea) informației, în particular prin folosirea computerelor (calculatoarelor electronice) .
Termenii englezești corespunzători sunt Information Technology și Information and Communication Technology, abreviați IT și respectiv ICT. Prescurtarea IT, care deseori se folosește și în română, se pronunță /[‿ai ti]/.
Termenul a fost folosit pentru prima dată în 1958 într-un articol publicat în revista Harvard Business Review, articol în care autorii Leavitt și Whisler afirmă: «Noua tehnologie încă nu are un nume bine stabilit; noi o vom denumi „tehnologia informației”». Tehnologia informației este un domeniu element de legătură între electrotehnica clasică și mult mai noua informatică, multe instituții profesionale profilate (inițial) electrotehnic extinzându-se cu timpul și spre domeniul de tehnologia informației.   
A nu se confunda cu Informatica (Computer Science) și nici cu sistemele informatice.

## Informații generale

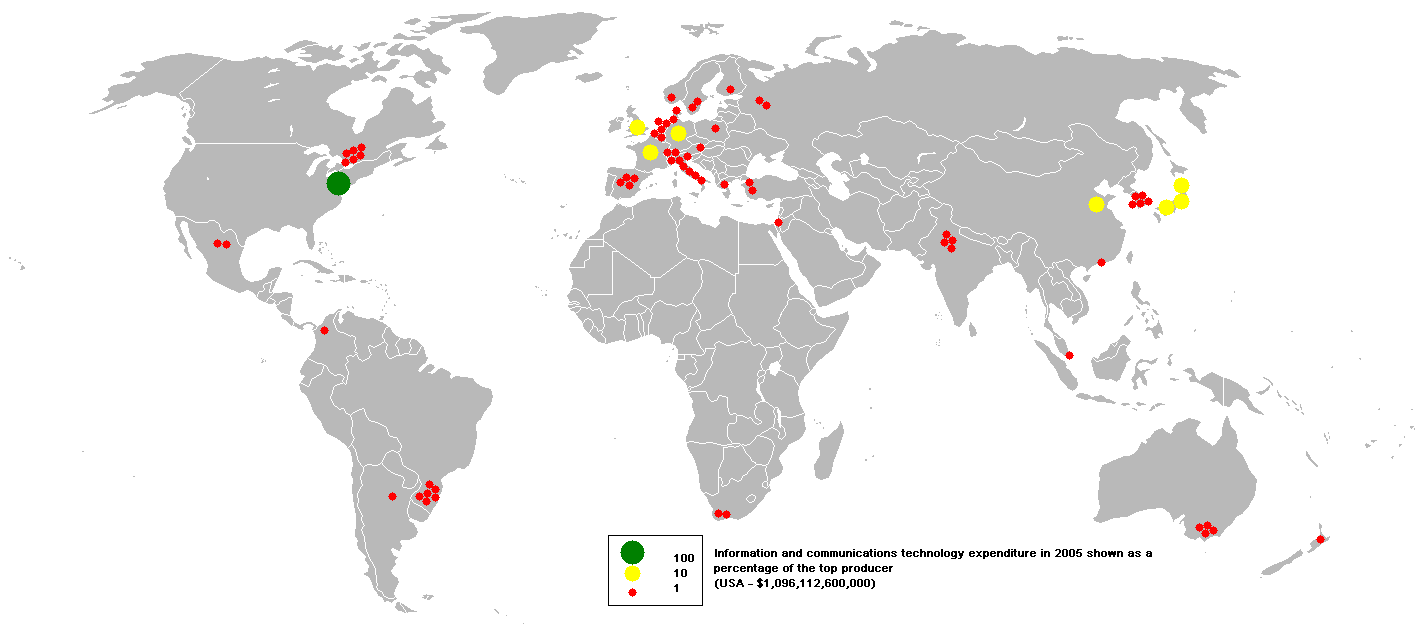
Cheltuielile pentru tehnologia informației și comunicații în 2005

Tehnologia informației găsește aplicare pe multiple domenii legate de date și informații, cum ar fi: procesoare, calculatoare, hardware și software, limbaje de programare, structuri de date și altele. Sunt considerate ca făcând parte din largul domeniu IT toate elementele care prelucrează, într-un fel sau altul, date, informații sau cunoștințe.
Ocupațiile specialiștilor din acest domeniu sunt foarte variate, de la instalarea de software aplicație și până la proiectarea unor rețele de calculatoare complexe și a bazelor de date de informații. Câteva sarcini tipice sunt: managementul datelor, construcția de hardware pentru calculatoare, proiectarea de software, administrarea unor întregi sisteme informaționale. În ultimii ani sfera de răspândire s-a lărgit mult, cuprinzând acum nu numai calculatoare și rețelele lor, dar și telefoane mobile celulare, intelifoane (smartphones), televizoare cuplabile la Internet, automatizarea automobilelor, aplicații militare și multe altele. De aceea, cererea de specialiști de vârf pe piața mâinii de lucru a domeniului este constant mare.
De aceea și instituțiile superioare de învățământ au introdus noi catedre, cursuri, profile și examene corespunzătoare, pentru a ține pasul cu aceste tendințe din cadrul IT, pe lângă domeniile Informatică și Sisteme informatice.
În 2009 piața mondială de servicii de IT a totalizat 763 miliarde de dolari (USD).

## Tehnologia informației și legislația
Dezvoltarea rapidă a industriei a dus și la dezvoltarea legislației în acest domeniu. De exemplu, astăzi, în unele țări, există o răspundere penală pentru distribuirea virușilor informatici sau și pentru hacking-ul anumitor resurse Internet. În unele țări există însă și o legislație de stimulare a IT-ului, de exemplu prin reducerea sau excluderea unor taxe.
Această lege există și în România. Prin urmare, În anul 2022, aproximativ 104.000 de angajați din IT erau scutiți de la plata impozitului pe venit, ca urmare a activității de creare de programe pentru calculator.

## Tehnologia informației și etica
Pentru detalii vezi: Etica tehnologiei informației

## Tehnologia informației în România
În anul 2010, în România lucrau 115.800 de specialiști în domeniul IT&C, având în medie un salariu brut anual de 9.130 euro.
În anul 2012, pentru o poziție de programator junior, un salariu minim se situa în jurul sumei de 600 euro.
Un programator cu un nivel dezvoltat al competențelor tehnice putea câștiga între 1.500 și 1.800 euro.
Angajații din IT câștigau, în medie, 780 de euro net pe lună, în timp ce restul salariaților români aveau, în medie, un salariu mediu net de 318 euro, potrivit datelor Institutului Național de Statistică.
În anul 2013, salariul minim al unui softist era de 3.000 lei față de 700 lei cu șase ani în urmă.
În anul 2015, se estima că aproximativ 7.000 de tineri ies de pe băncile facultăților cu profil de IT din România, număr de candidați care „se împarte” între firmele tradiționale de IT, cele de video gaming, dar și cu cele care au doar departamente interne de IT.
În anul 2021, Facultatea de matematică și informatică din cadrul Universității din București, care îi are printre absolvenți pe Daniel Dines de la UiPath și pe Florin Talpeș (CEO și fondator Bitdefender), a înregistrat un număr record de 28 de candidați pe loc în cadrul secției de tehnologie a informației și 10 pe loc la secția informatică.
Pe lângă București, un alt centru important pentru companiile tehnologice este orașul Cluj-Napoca.
Numărul de salariați din domeniul IT&C între 2008 și 2010:
| Anul                    | 2008    | 2009    | 2010    |
| ----------------------- | ------- | ------- | ------- |
| Telecomunicații         | 43.100  | 45.900  | 49.800  |
| Soft și servicii IT     | 56.600  | 55.500  | 54.300  |
| Hardware și electronică | 16.100  | 16.400  | 20.000  |
| Total angajați din IT&C | 115.800 | 117.800 | 124.100 |